# 肝取り地蔵
肝取り地蔵（きもとりじぞう）とは、1931（昭和6）年10月22日に起きた殺害事件の被害者児童の供養のため、岐阜県恵那市上矢作町海の国道418号沿いに立つ地蔵。「大根地蔵」、「角三地蔵」 とも呼ばれる。
台座の銘に「維時昭和六年十月二十二日十二才少年小椋角三於此地為悪漢横死血縁者建之」と彫られている。